# Papeška palača Castel Gandolfo
Papeška palača Castel Gandolfo ali apostolska palača Castel Gandolfo (italijansko Palazzo Apostolico di Castel Gandolfo) je papeška palača iz 17. stoletja v mestu Castel Gandolfo, Italija. Že stoletja služi kot papeževa poletna rezidenca in kraj za počitnice. Čeprav se nahaja v Castel Gandolfu, ima kompleks stavb eksteritorialni status Svetega sedeža in ni pod jurisdikcijo Castel Gandolfa oz. Italije.

## Zgodovina
Prvotni vrtovi so obsegali prebivališče rimskega cesarja Domicijana.  Palačo je zasnoval  švicarsko-italijanski arhitekt Carlo Maderno za papeža Urbana VIII.. Papeži so jo uporabljali kot poletno rezidenco in umik na počitnice, razen v obdobju med letoma 1870 in 1929, ko so bili papeži v sporu z Italijo zaradi ozemeljskih zahtev in niso zapustili Vatikana. Papež Pij XI. je kompleks posodobil in ga začel ponovno uporabljati leta 1934. V skladu z lateransko pogodbo iz leta 1929, ko je bila kompleksu dodana tudi sosednja Villa Barberini, je to eksteritorialna posest Svetega sedeža. 
Med drugo svetovno vojno je v palači našlo zatočišče neznano število židovskih beguncev pod zaščito Svetega sedeža, prav tako je veliko ljudi uporabljalo kompleks kot zatočišče pred zavezniškimi bombnimi napadi leta 1944, čeprav je več kot 500 ljudi umrlo v enem takšnem napadu.
Papež Pij XII. je umrl v palači leta 1958 , prav tako je v palači umrl papež Pavel VI. leta 1978. 
Papež Janez Pavel II. je v palači dogradil bazen, kar so nekateri kritizirali. Paparaci so izkoristili priložnost in posneli fotografije. 
Papež Benedikt XVI. je nekaj tednov bival v palači po zaključku svojega pontifikata od 28. februarja 2013, pred vrnitvijo v Vatikan 2. maja. 
Dne 23. marca 2013 je papež Frančišek obiskal Benedikta XVI. v palači. Dne 7. decembra 2013 je papež Frančišek imenoval Osvalda Gianolija za direktorja Papeške palače Castel Gandolfo. V marcu 2014 je Vatikan odprl vrtove Barberini za obiskovalce za vodene oglede v času jutranjih ur vsak dan razen nedelje. 
Vrtovi Barberini so nastali na ozemlju nekdanje rimske palače, ki jo je zgradil cesar Domicijan, tretji in zadnji vladar iz Flavijske dinastije. Obiskovalci si lahko ogledajo ostanke cesarskega gledališča in pokritega prehoda, kamor so se cesarjevi gostje med sprehodi lahko zatekli pred vročim soncem. 
Z vrtov je lep razgled na Albansko jezero in celo do morske obale.